# Sverigedemokratisk Ungdom
Sverigedemokratisk Ungdom (SDU) er et nationalistisk politisk ungdomsforbund i Sverige; det var tidligere ungdomsorganisation for partiet Sverigedemokraterne, der imidlertid brød med SDU i september 2015 efter en langvarig konflikt og etablerede en ny ungdomsorganisation ved navn Ungsvenskarna SDU.
SDU betegner selv sit idegrundlag som demokratisk og nationalistisk. Flere personer fra SDUs daværende og tidligere ledelse, herunder Gustav Kasselstrand, var i december 2017 med til at stifte højrefløjspartiet Alternativ for Sverige.
Sverigedemokraternas Ungdomsförbund (SDU) blev dannet første gang i 1993, og påbegyndte samme år udgivelsen af avisen Ung Front; det skiftede kort efter navn til Sverigedemokratisk Ungdom. Imidlertid blev organisationen nedlagt i 1995 med den begrundelse, at den var så svag, at enkeltpersoner med yderliggående synspunkter fik alt for stor indflydelse på den politiske linje. Sverigedemokraterne lagde derefter deres ungdomsarbejde ind under moderpartiet. I november 1998 blev SDU imidlertid genoprettet, og man vedtog et egentligt politisk program, der lå tæt op ad moderpartiets.
Kritikere som Expo har hævdet, at Sverigedemokratisk Ungdom på mange områder er en fremmedfjendtlig organisation.
Sverigedemokratisk Ungdom udgiver medlemsbladet Demokraten.

## Formænd
| Periode   | Navn                | By         |
| --------- | ------------------- | ---------- |
| 1993–1994 | Robert Vesterlund   | Stockholm  |
| 1998–2000 | Jimmy Windeskog     | Borlänge   |
| 2000–2005 | Jimmie Åkesson      | Sölvesborg |
| 2005–2007 | Martin Kinnunen     | Stockholm  |
| 2007–2010 | Erik Almqvist       | Lund       |
| 2010–2011 | William Petzäll     | Borås      |
| 2011–2015 | Gustav Kasselstrand | Göteborg   |
| 2015–     | Jessica Ohlson      | Uppsala    |